# Museo paleontológico Egidio Feruglio
El Museo paleontológico Egidio Feruglio (MEF) es, en tanto que centro de exposición e investigación específica, un museo de historia natural ubicado en la ciudad de Trelew, en la provincia del Chubut, en Argentina. En él se exponen especímenes de la flora y la fauna fósiles de la Patagonia. Su superficie de exposición es de 600 metros cuadrados.
El MEF es una de las más importantes instituciones científicas de Argentina, y un indiscutido referente internacional en paleontología, tanto por los descubrimientos e investigaciones como por las muestras que se presentan. La institución cuenta con un grupo de científicos y técnicos especializados en las diferentes áreas paleontológicas, que generan constantes descubrimientos, aportando nuevos conocimientos sobre la evolución de la vida.
El museo lleva el nombre del naturalista, geólogo, y docente italiano Egidio Feruglio, quién realizó importantes estudios e investigaciones en la región patagónica.
Su recorrido comienza en la vida de los hombres en la cueva de las Manos (en la provincia de Santa Cruz) y finaliza en el big bang y el origen del universo.

## Historia

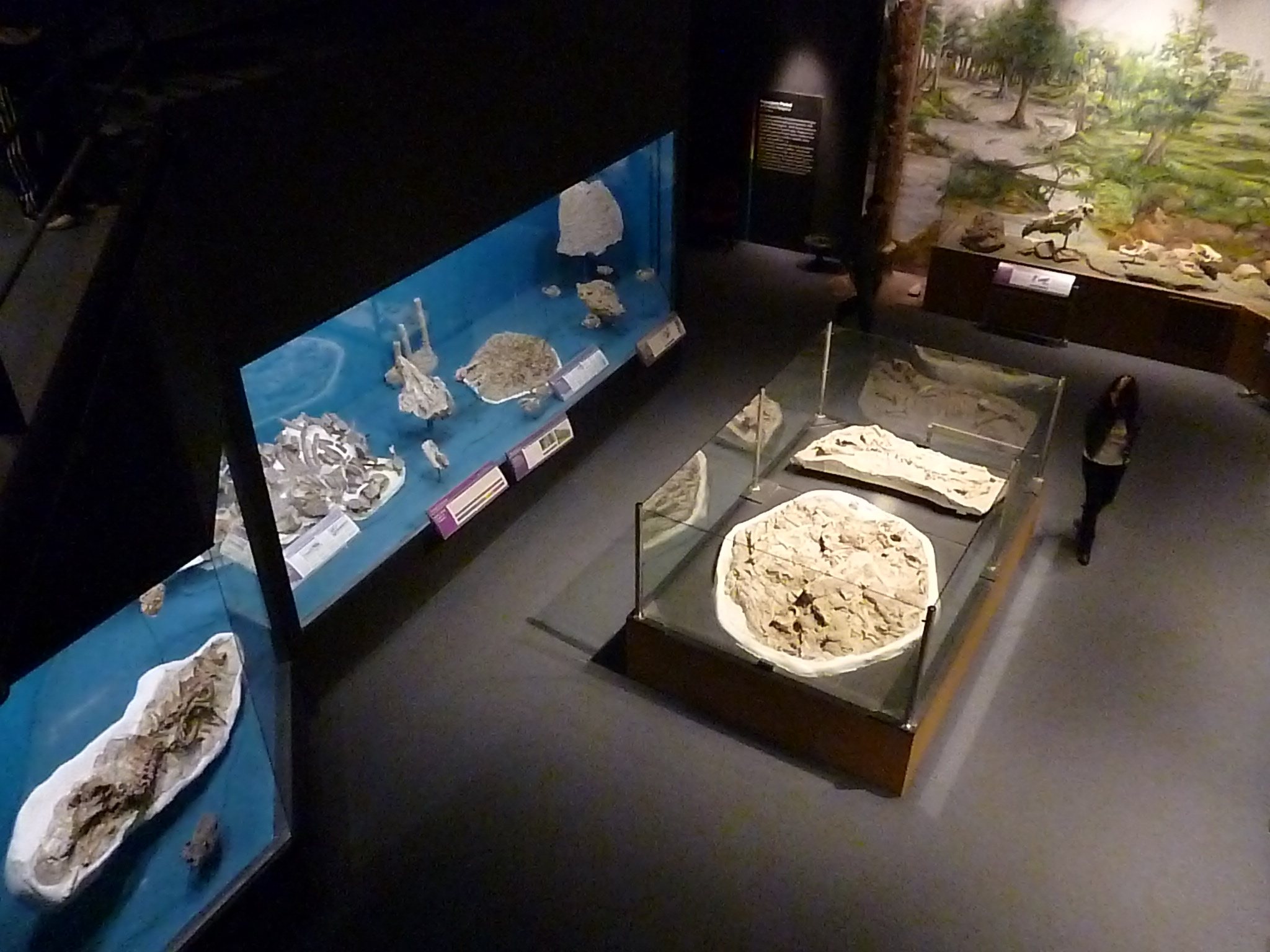
Sala de la era Cenozoica.

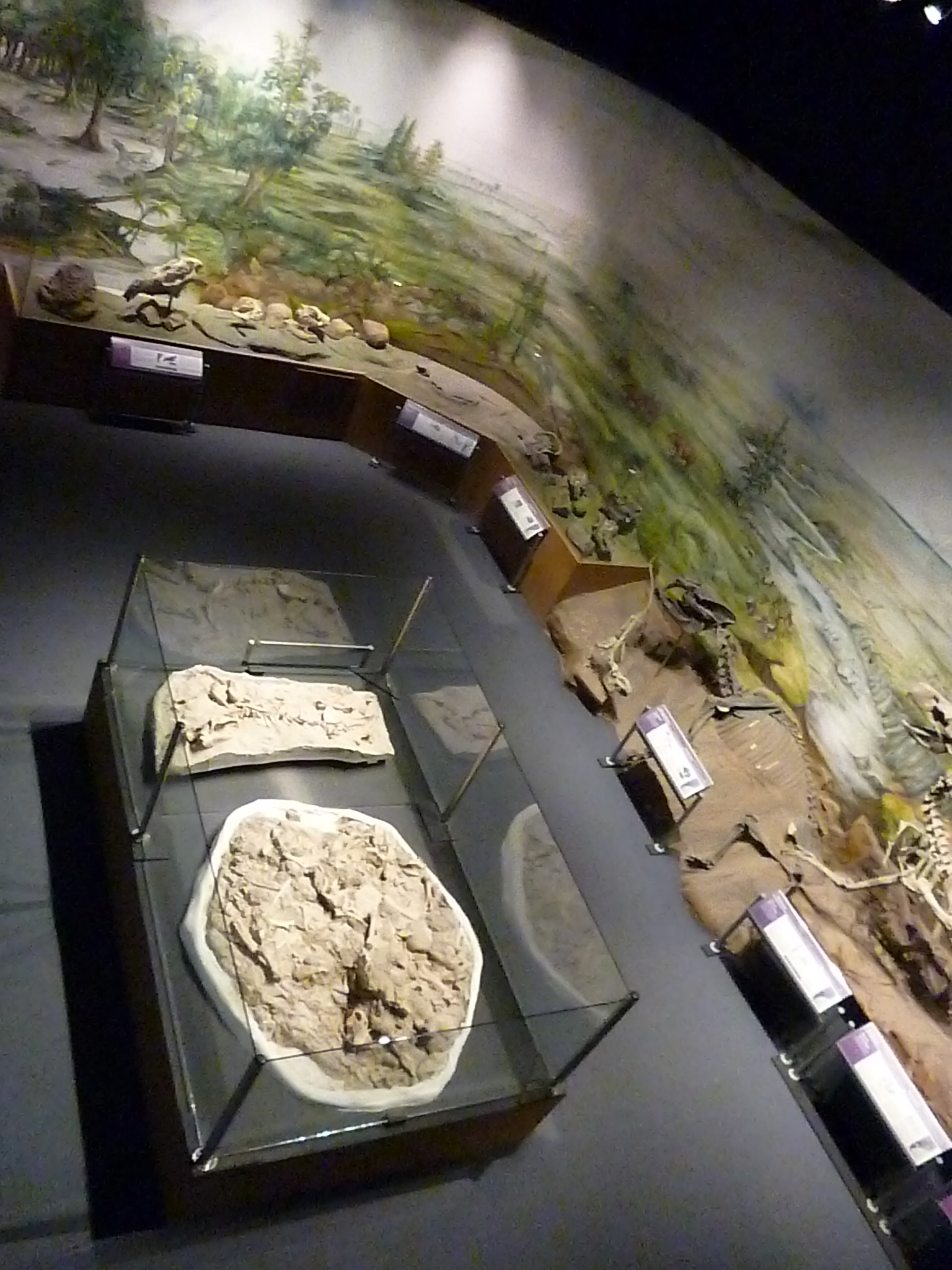
Otra imagen de la sala.

El museo abrió sus puertas el 28 de diciembre de 1990 en una antigua mueblería de solo unos 700 metros cuadrados de superficie, sobre la calle 9 de julio. En ella trabajaban sólo tres personas: el director, un técnico paleontológico y un empleado administrativo. Luego, se decidió ampliar el edificio.
Con tales objetivos en la mira, y para buscar y administrar los recursos que los posibilitaran, es como nace, en 1990, la Fundación Egidio Feruglio. La Fundación, junto al Consejo Nacional de Investigaciones Científicas y Técnicas (CONICET) y la Municipalidad de Trelew, constituyen el soporte institucional del MEF, una organización con gerenciamiento no gubernamental. Poco después, el Organismo Provincial de Turismo declara de Interés Turístico Provincial al nuevo museo y se firma un acuerdo autorizando al MEF a desarrollar actividades de prospección, extracción, recuperación y puesta en valor turístico del patrimonio paleontológico de la Provincia de Chubut.
A través de estos y otros proyectos, llegan a trabajar al Museo personalidades destacadas en el mundo de la Paleontología. Los esfuerzos rinden sus frutos: en 1994, el MEF organiza su primera conferencia internacional: el VI Congreso Internacional de Paleontología y Bioestratigrafía y, simultáneamente, dos seminarios internacionales: Paleobiología de Plantas Fósiles y Dinosaurios de Gondwana. Este evento congregó a más de 250 investigadores de 19 países.

### La reinauguración del MEF
Para 1997, comenzó el cambio en el museo. El 25 de junio de 1999, el MEF abrió sus puertas en su nueva y definitiva sede. Desarrollada por arquitectos de la Municipalidad de Trelew y con el asesoramiento del MEF, la obra (de 3000 metros cuadrados) se erige como una de los proyectos museísticos más importantes del país en los últimos 50 años. Poco después, el Ministerio de Educación de la Nación declaró de Interés Educativo al Museo y sus programas.
En el 2000, fue designado de Interés Cultural por la Municipalidad de Trelew, y de Interés Educativo por distintas ciudades del interior del país. Ese mismo año, en el antiguo edificio comenzó a utilzarse como Centro Cultural de la ciudad.
En 2012, el museo fue homenajeado con una parte del nombre de la especie tipo del Eoabelisaurus (Eoabelisaurus mefi). Uno de sus descubridores, Diego Pol, es paleontólogo del museo.
El 16 de mayo de 2014 fue presentado un nuevo titanosaurio, que sería el animal terrestre más grande de la historia de la Tierra. El 29 de junio, el intendente de Trelew anunció la puesta en marcha de un programa llamado «Una casita para el dinosaurio» que tendrá alcance nacional y el objetivo de ampliar el edificio del museo para colocar la réplica del titanosaurio.

## Exhibiciones permanentes e itinerantes

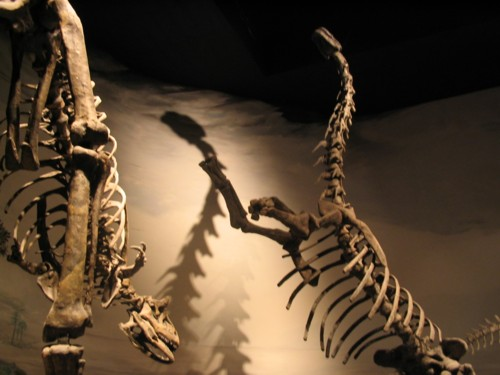
Sala de la era Mesozoica.

Tanto el edificio como sus exhibiciones fueron dotadas con un diseño de vanguardia. La visita incluye un paseo programado por una línea de tiempo hacia el pasado, desde los primeros humanos habitantes de la Patagonia argentina hasta la aparición de microorganismos primitivos. La sala correspondiente a la era Mesozoica, con los dinosaurios, es uno de los puntos que más atracción despierta en la exhibición permanente. Una proyección en el microcine completa el recorrido hasta el propio origen del universo. 
Los visitantes pueden también acercarse al Dinoshop para elegir un recuerdo, al Feruglio Café, o ver una proyección en el Auditórium Germán Sopeña.
Además, el MEF administra el Parque Paleontológico Bryn Gwyn, ubicado a unos 8 kilómetros de la ciudad de Gaiman, en la zona rural de Bryn Gwyn. La exhibición a cielo abierto se despliega sobre un sendero de fácil ascenso sobre la barda sur que separa el valle inferior del río Chubut de la estepa patagónica. En un fácil ascenso, el visitante puede apreciar ejemplos de los animales que poblaron la región durante los últimos 40 millones de años.  
La exhibición itinerante del MEF ha visitado numerosas ciudades tanto de Argentina (Buenos Aires, Mar del Plata, Mendoza, entre otras) como de otros países. Recientemente ha visitado, por ejemplo, Alemania, España, Francia, Portugal y la República Checa. Réplicas de animales individuales también han sido presentadas en diversas exhibiciones conjuntas.
También hay una pequeña exhibición en el Aeropuerto Almirante Marcos A. Zar de Trelew.

## Área de investigación

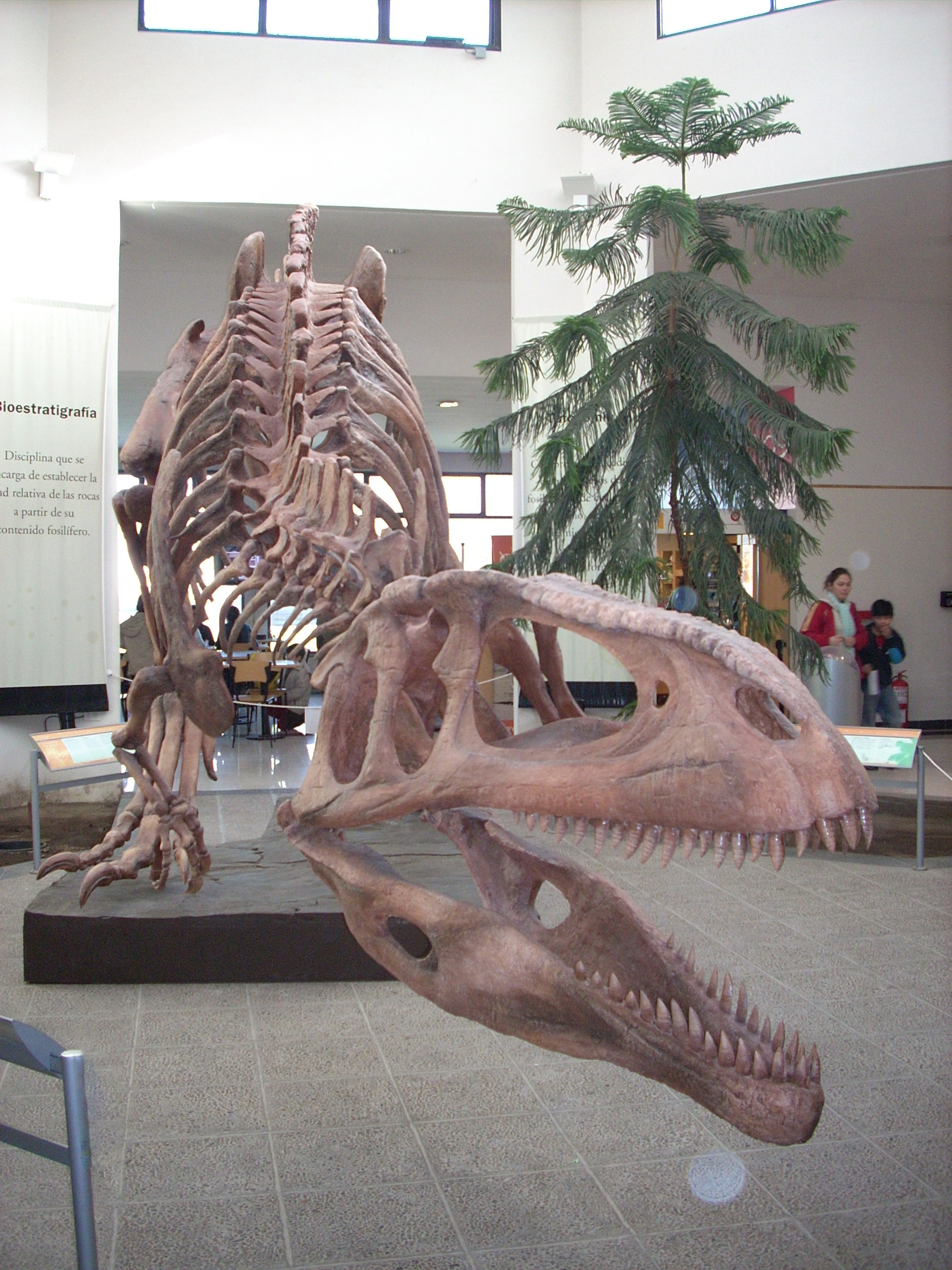
Reconstrucción de un esqueleto de Tyrannotitan exhibido en el hall del museo.

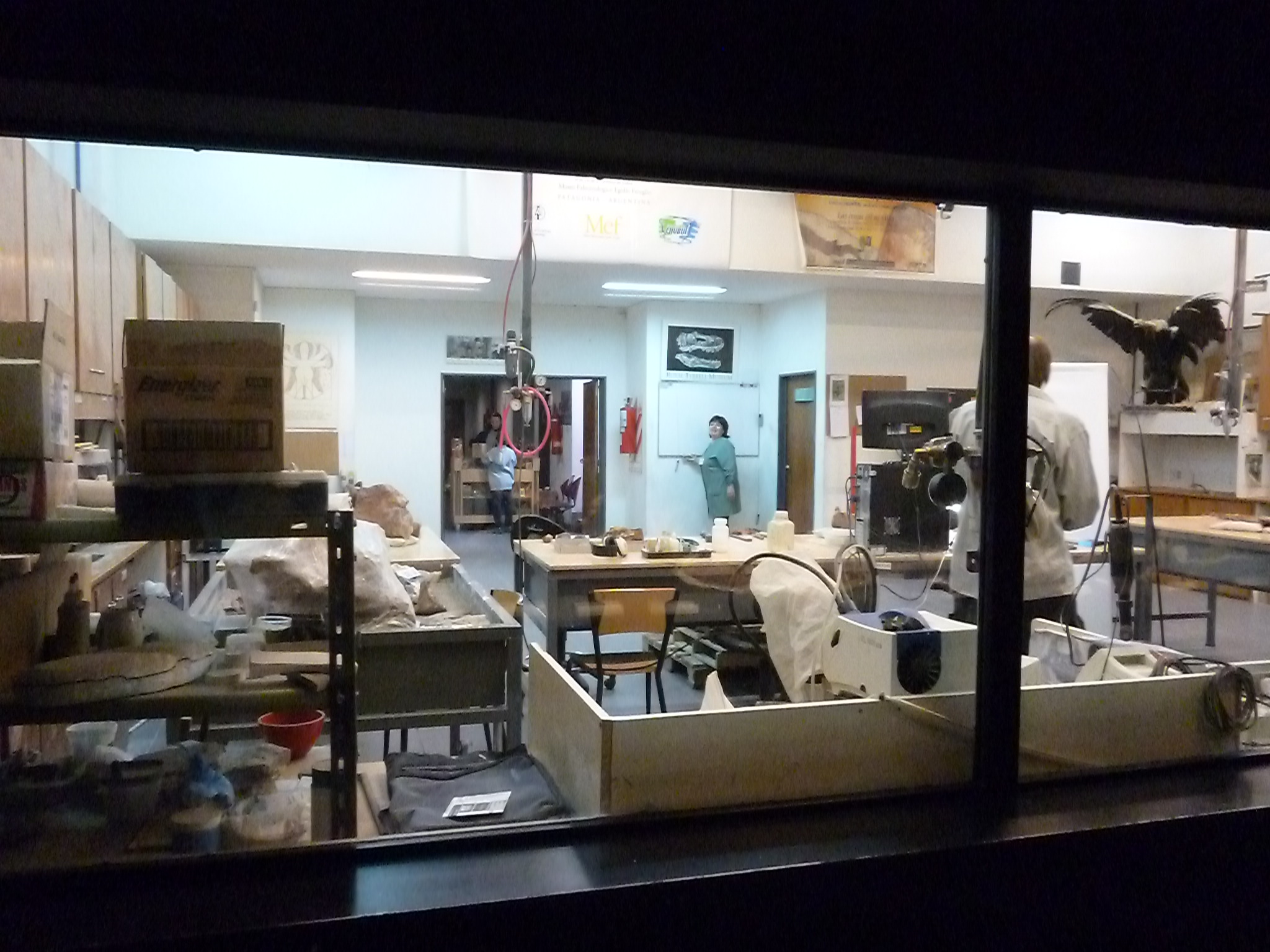
Laboratorio.

El MEF es una de las pocas organizaciones no gubernamentales de la Argentina declarada "Unidad Asociada" al Consejo Nacional de Investigaciones Científicas y Técnicas (CONICET). La gran mayoría de sus investigadores y becarios son científicos de carrera pertenecientes a este organismo. Esta distinción, otorgada en el 2004, da al Museo la mayor jerarquía institucional en el ámbito científico nacional, lo que facilitaría desde entonces el ingreso de nuevos investigadores, becarios y técnicos.
El área de investigaciones del MEF incluye laboratorio de preparación de fósiles, una Colección con más de 17 000 piezas (a fines de 2009), y equipamiento de campaña. Además, el taller de moldes prepara réplicas tanto para las exhibiciones como para las tareas de investigación que lo requieran.

## Programas educativos y de extensión

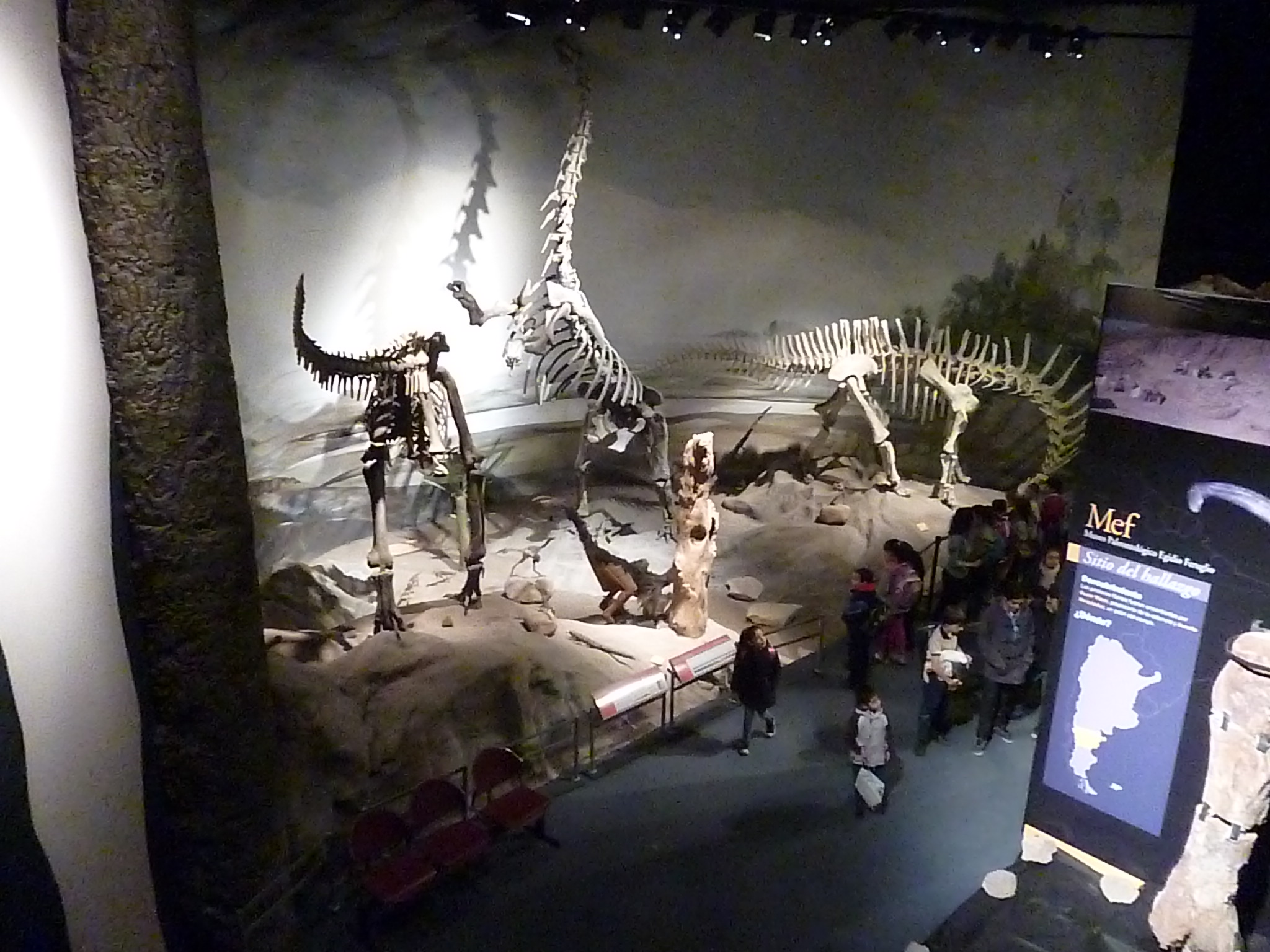
Sala principal.

El MEF desarrolla diferentes actividades tanto para la familia como para la comunidad educativa local y global. Algunos ejemplos (mayor información en su página web):
- MEF Invita: en junio, un fin de semana de museo abierto para todos, sin cargo y con actividades especiales.
- Paleodesafío: un concurso de conocimientos sobre Paleontología, Geología y Astronomía, para escuelas secundarias provinciales.
- Exploradores en Pijamas: los niños pasan una noche en el museo, jugando, aprendiendo y, finalmente, durmiendo junto a los dinosaurios.
- Café Científico: una conversación informal, café por medio, con un investigador científico.

Además, a través de distintos proyectos, los científicos brindan charlas en escuelas y participan en proyectos tecnológicos con alumnos secundarios. Sus páginas web y en Facebook, por otra parte, ofrecen recursos divulgativos, educativos e información actualizada para la comunidad global.

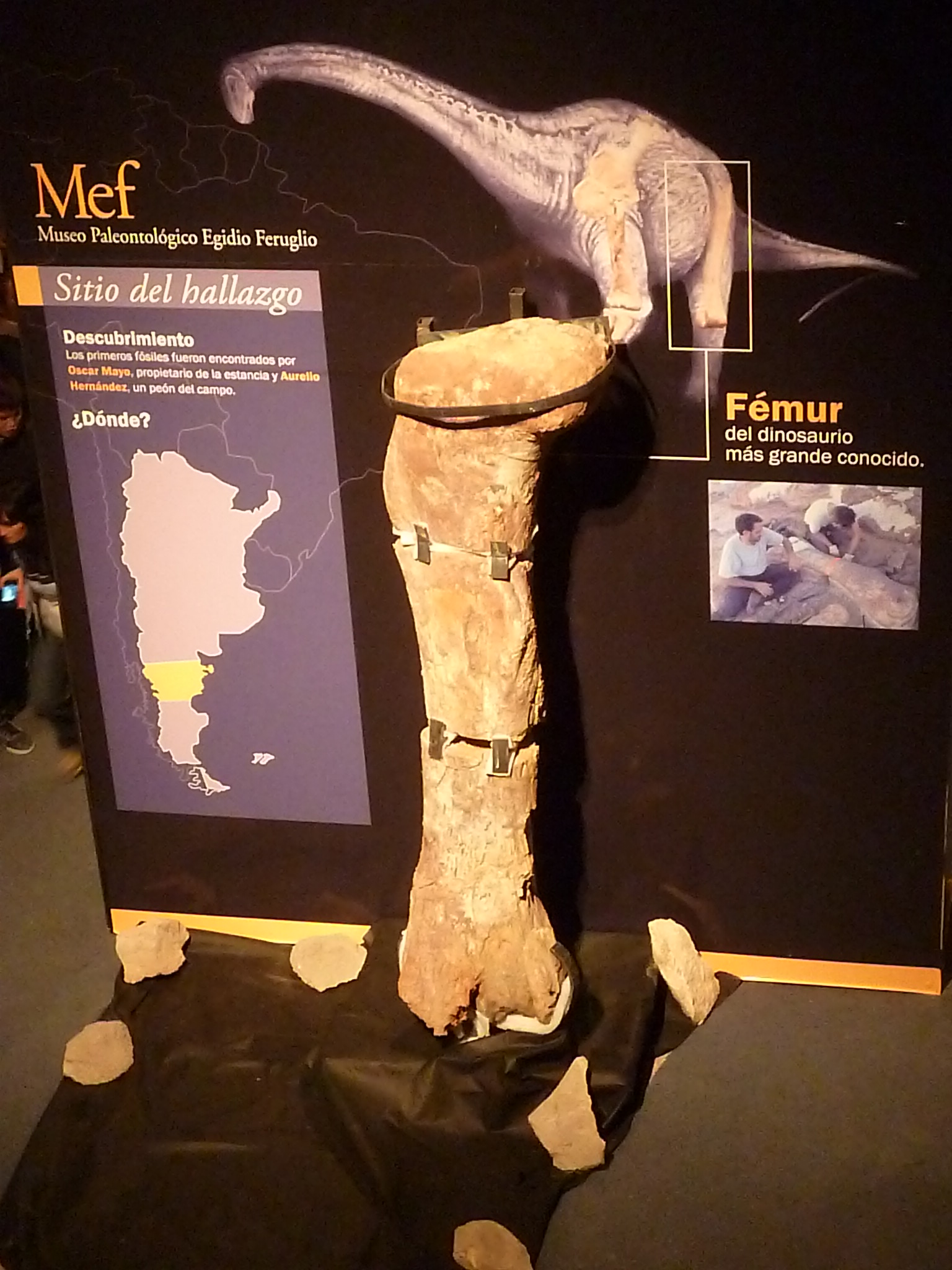
Fósil del titanosaurio presentado en 2014.

## Dinosaurios exhibidos
- Eoraptor
- Herrerasaurus
- Piatnitzkysaurus floresi
- Amargasaurus
- Giganotosaurus
- Epachthosaurus
- Argentinosaurus
- Gasparinisaura
- Carnotaurus
- Titanosaurus
- Abelisaurus
- Tyrannotitan chubutensis
- Titanosauria gigante del Chubut (desde junio de 2014)[9]

## Galería

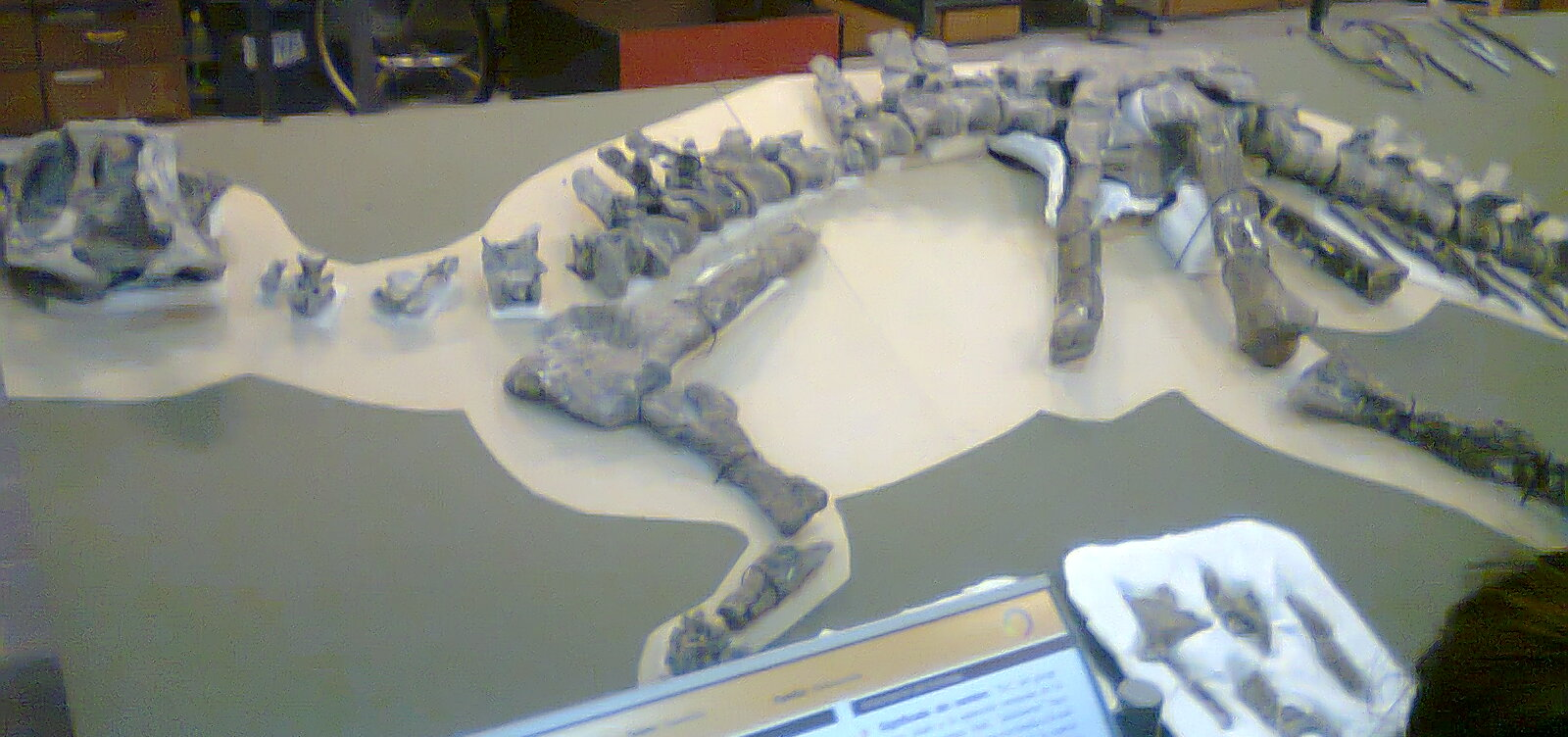
Vista de una exhibición en el laboratorio
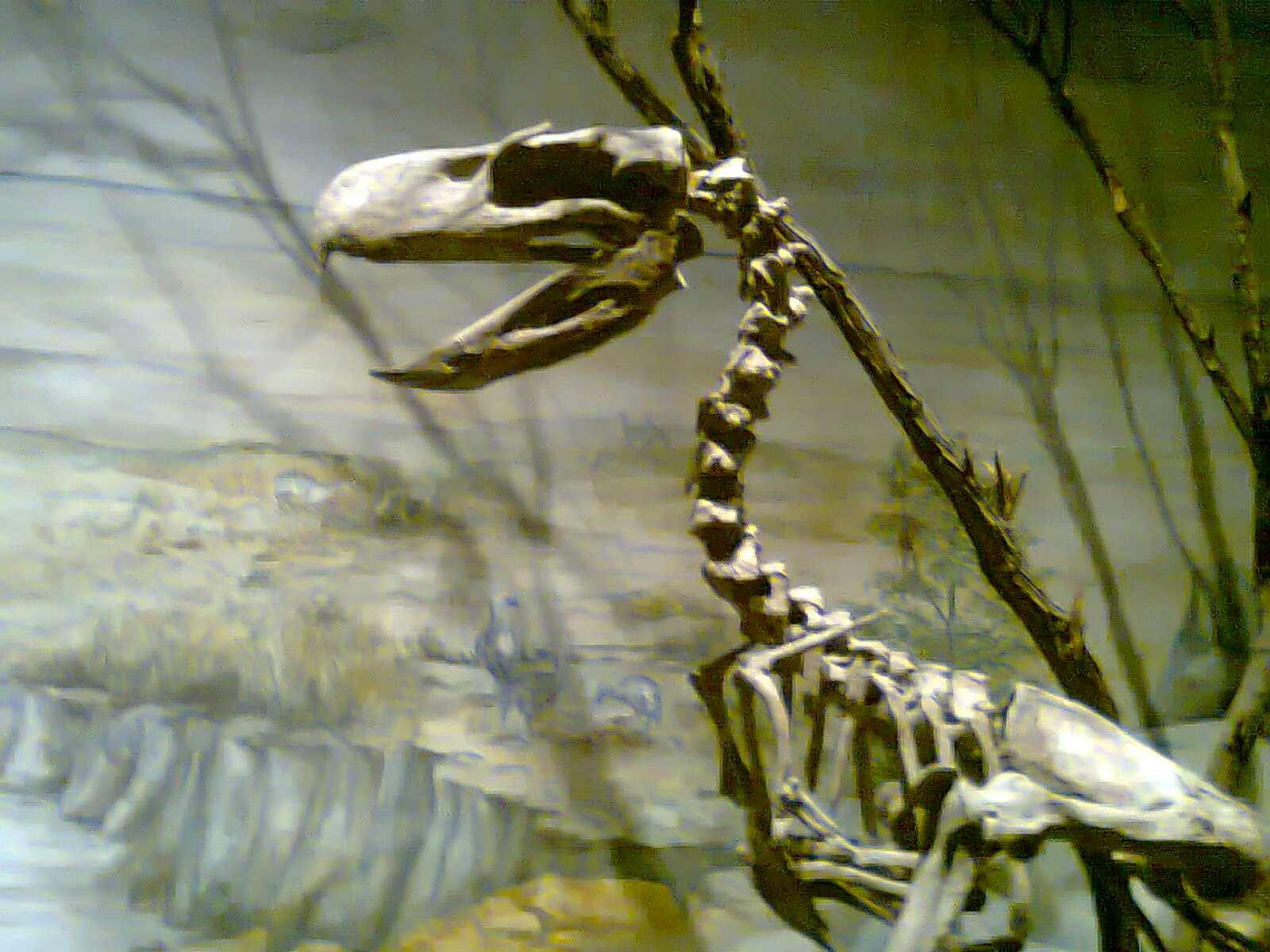
Sala de la era Cenozoica
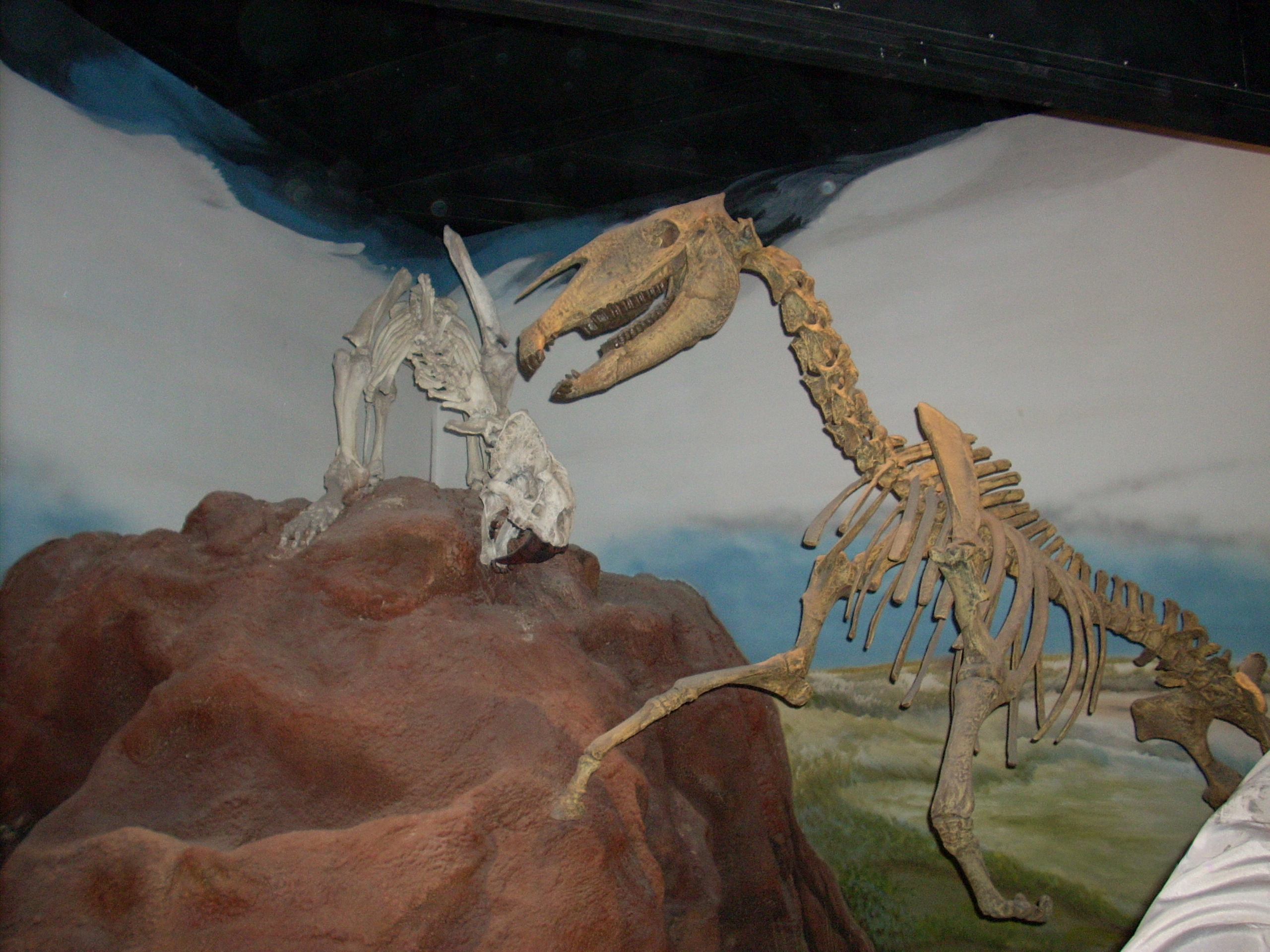
Sala de la era Cenozoica
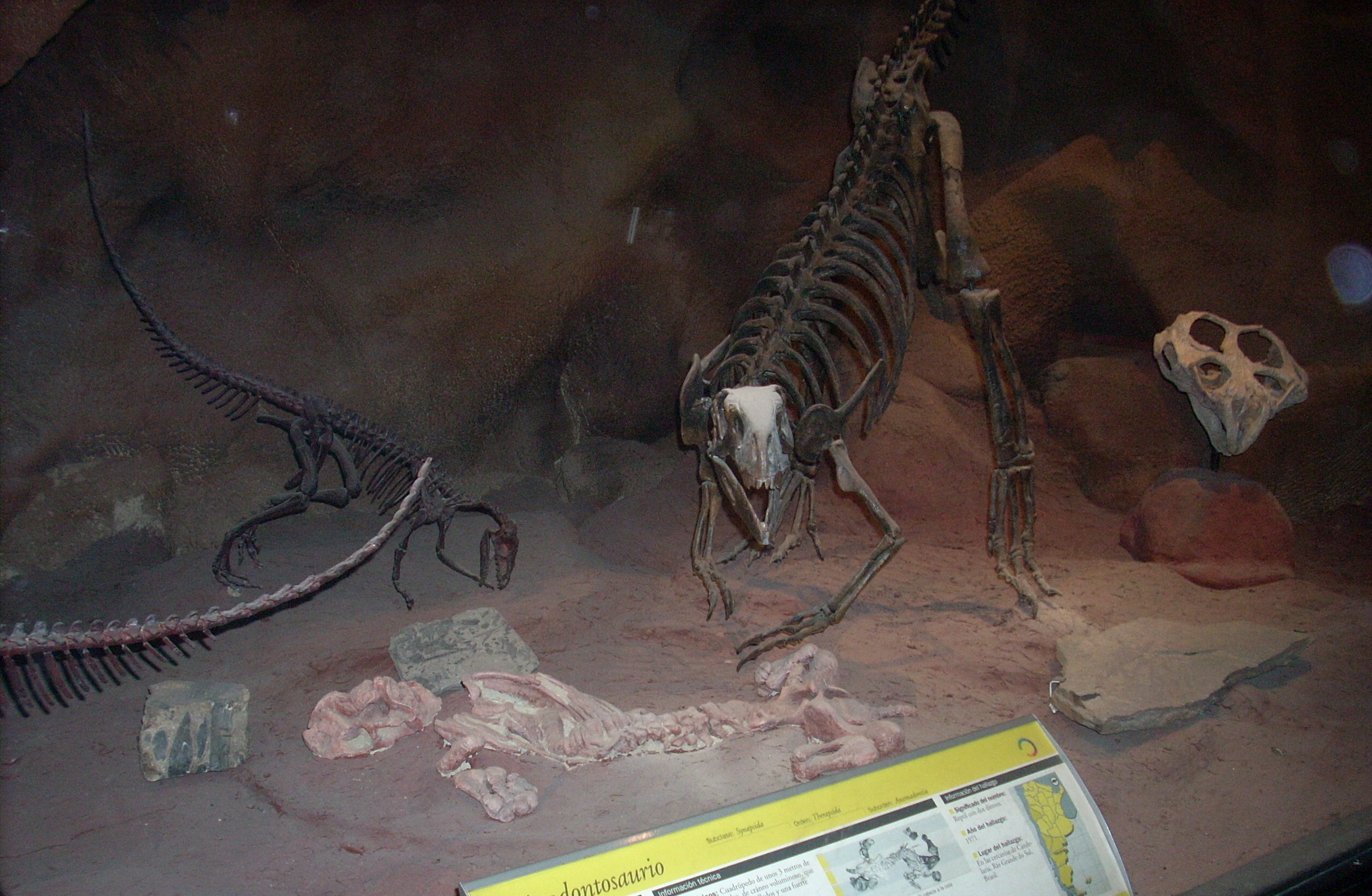
Dinodontosaurios
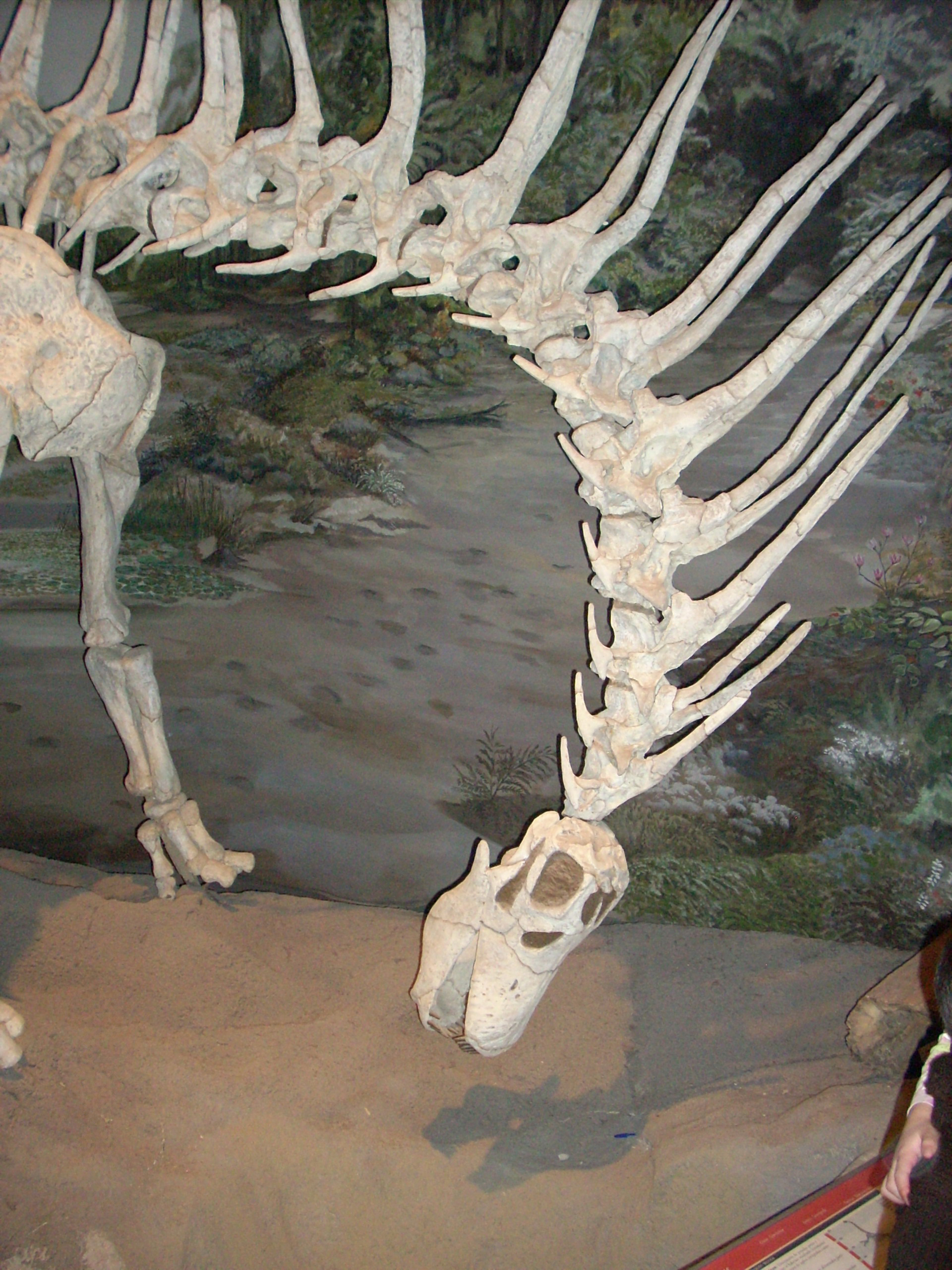
Sala de la era Mesozoica
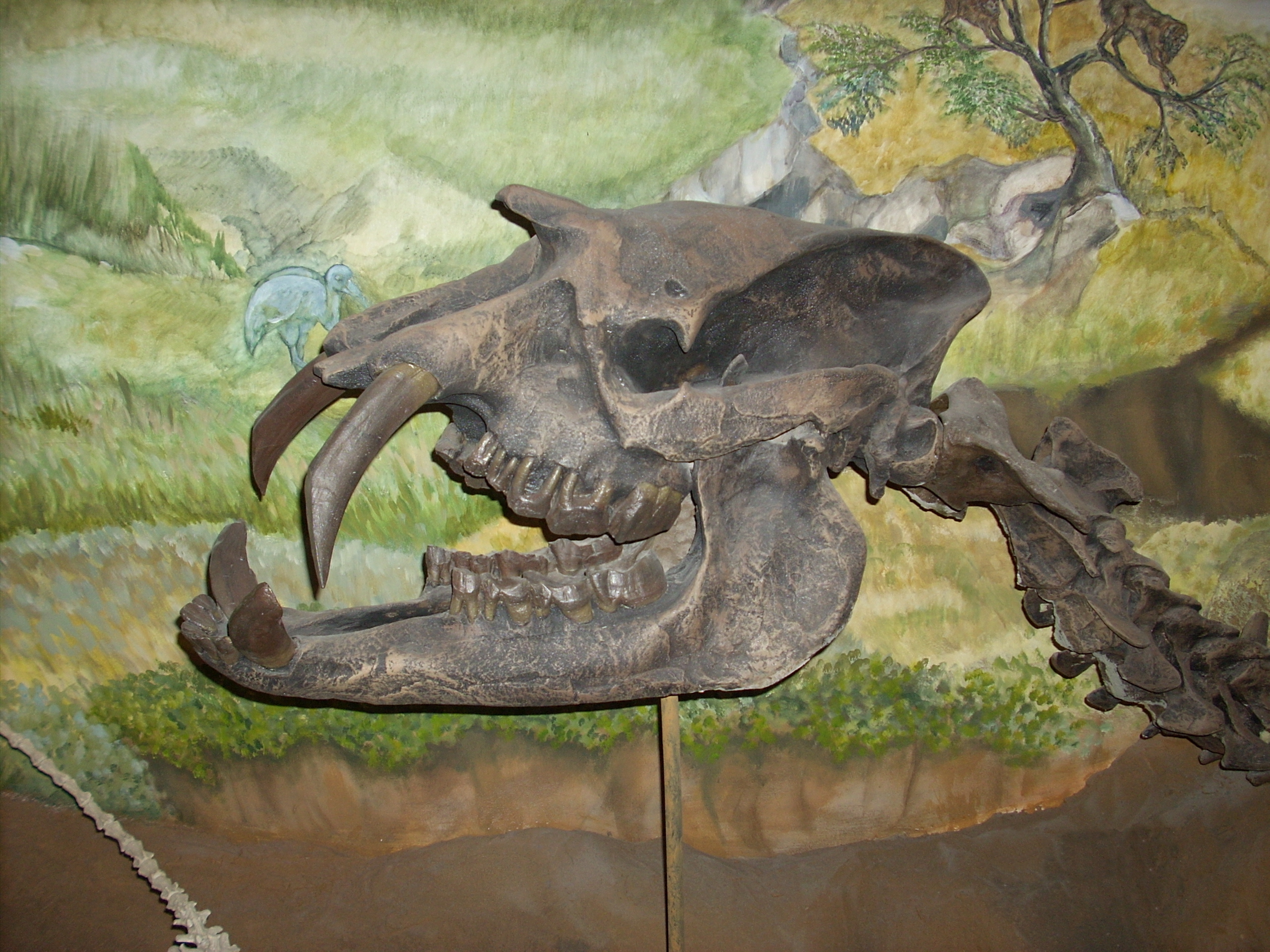
Sala de la era Cenozoica
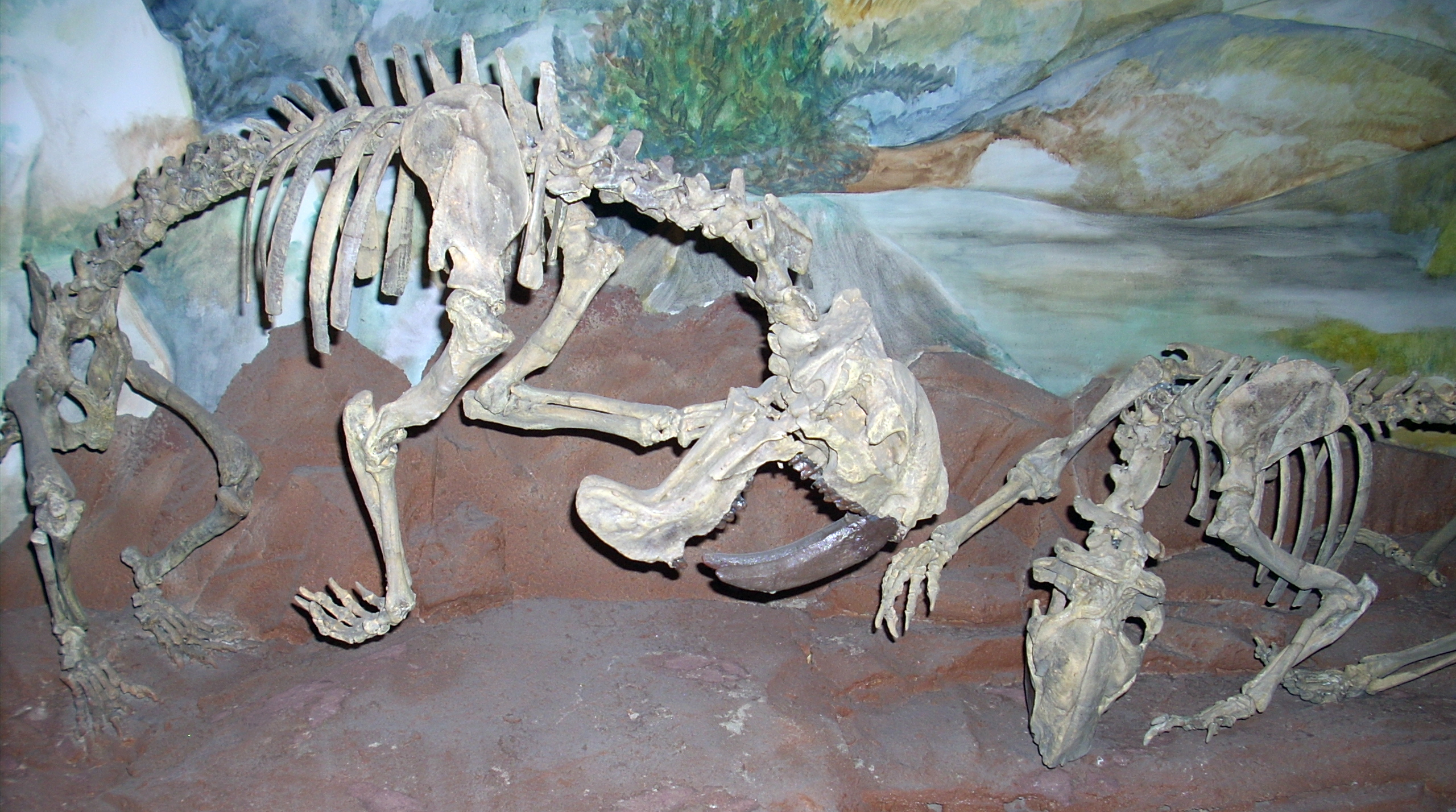
Sala de la era Cenozoica
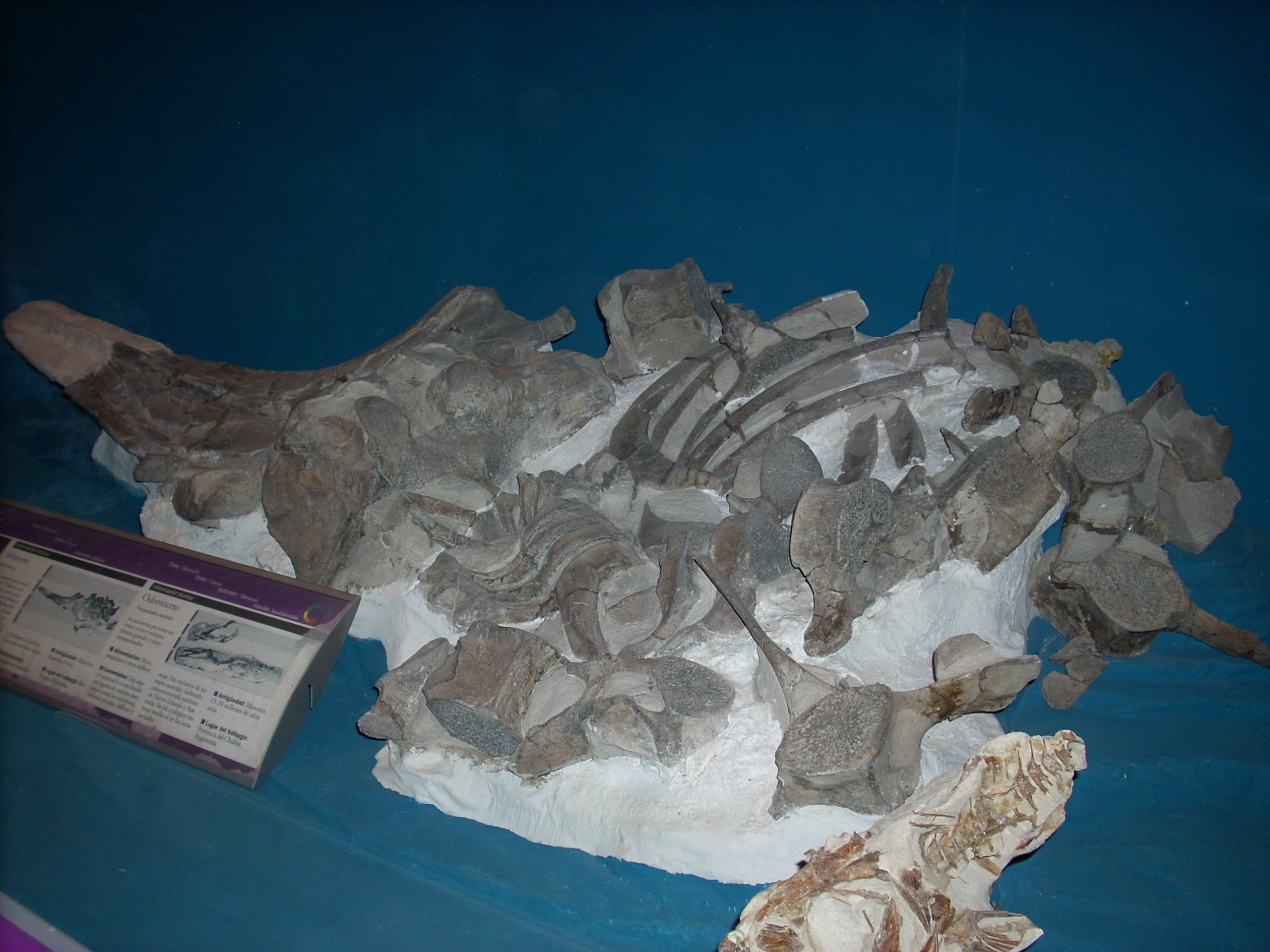
Sala de la era Mesozoica
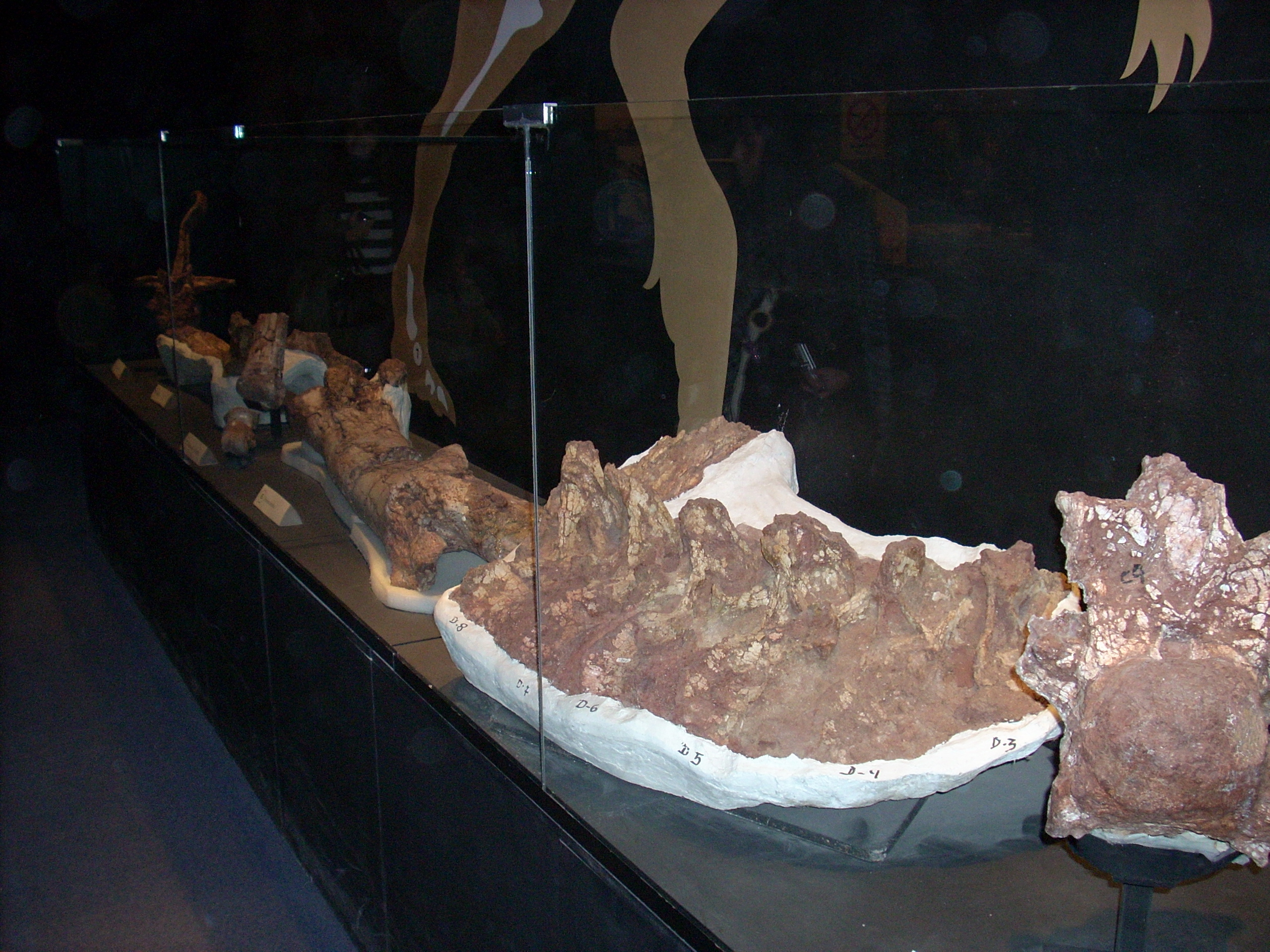
Fósiles del Tyrannotitan
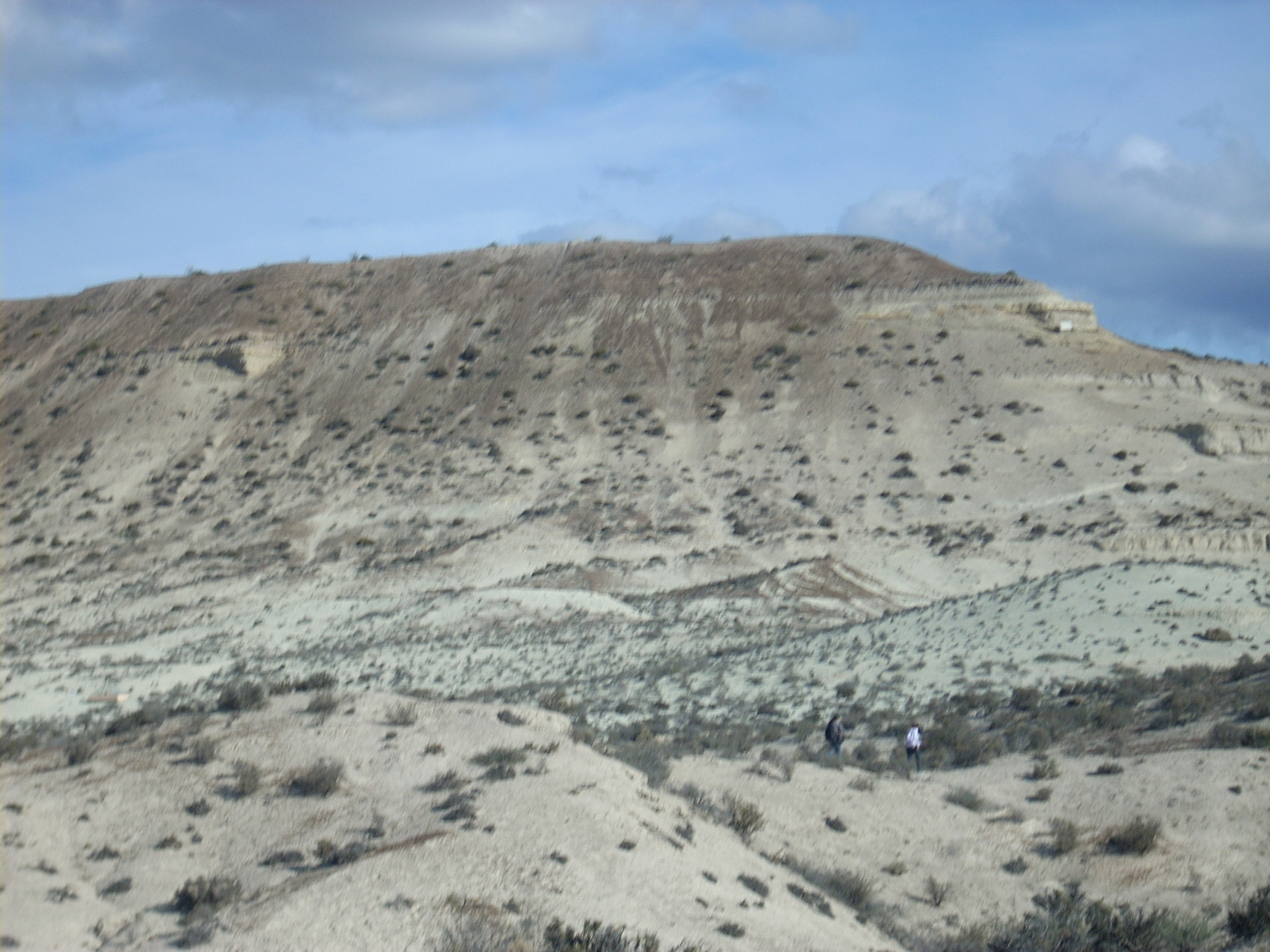
Vista del Parque Palentológico
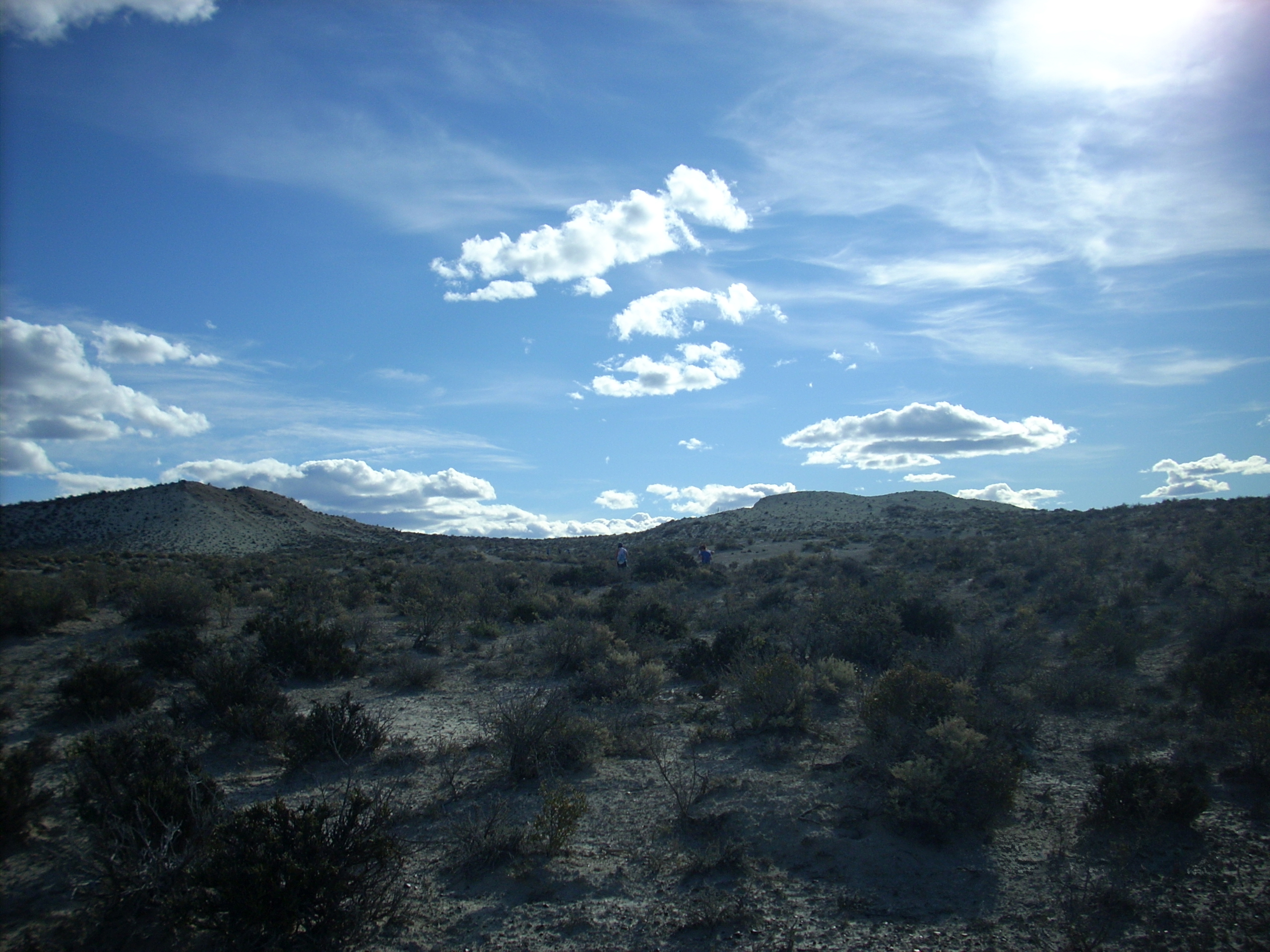
Vista del Parque Paleontológico
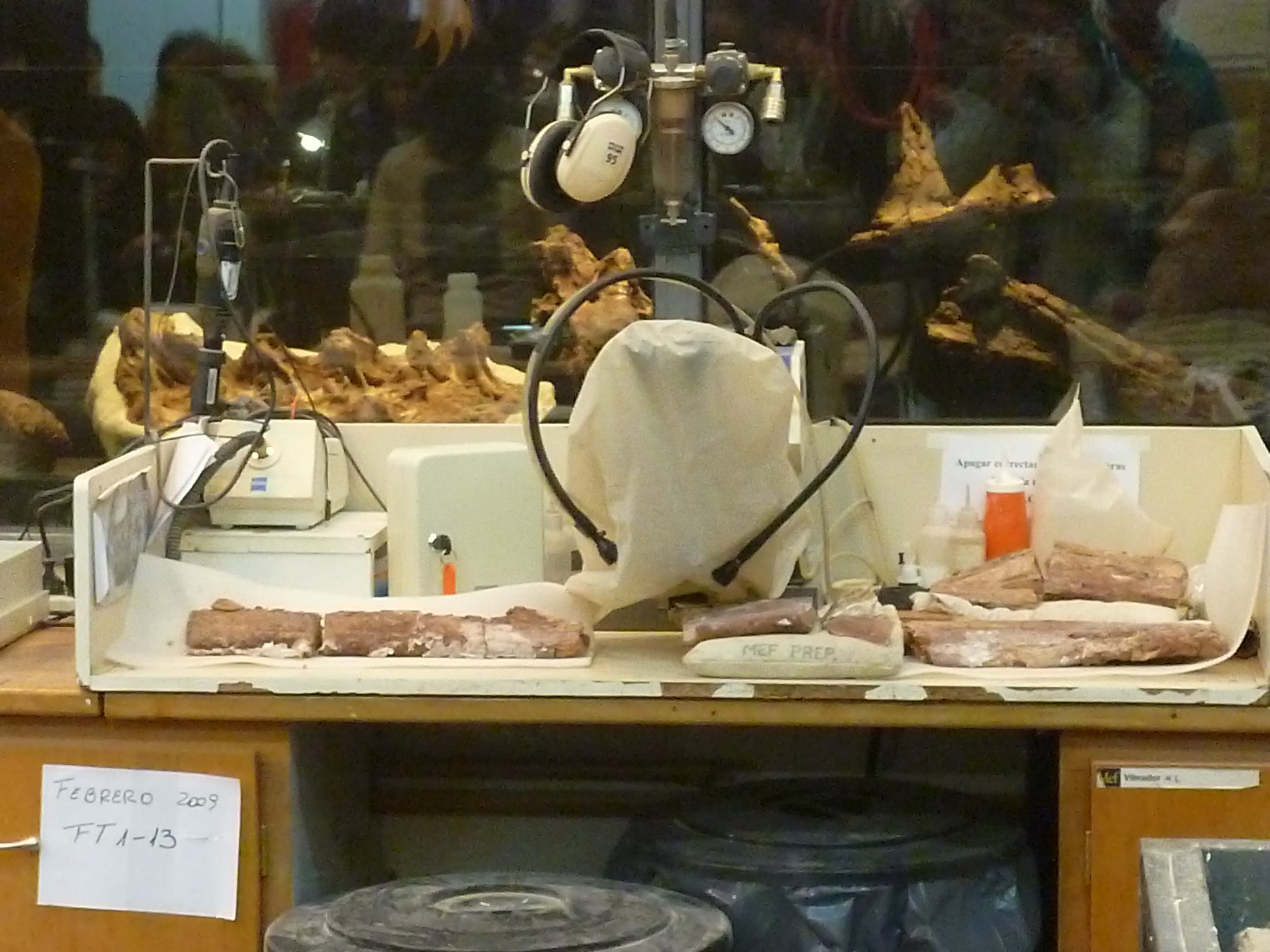
Laboratorio
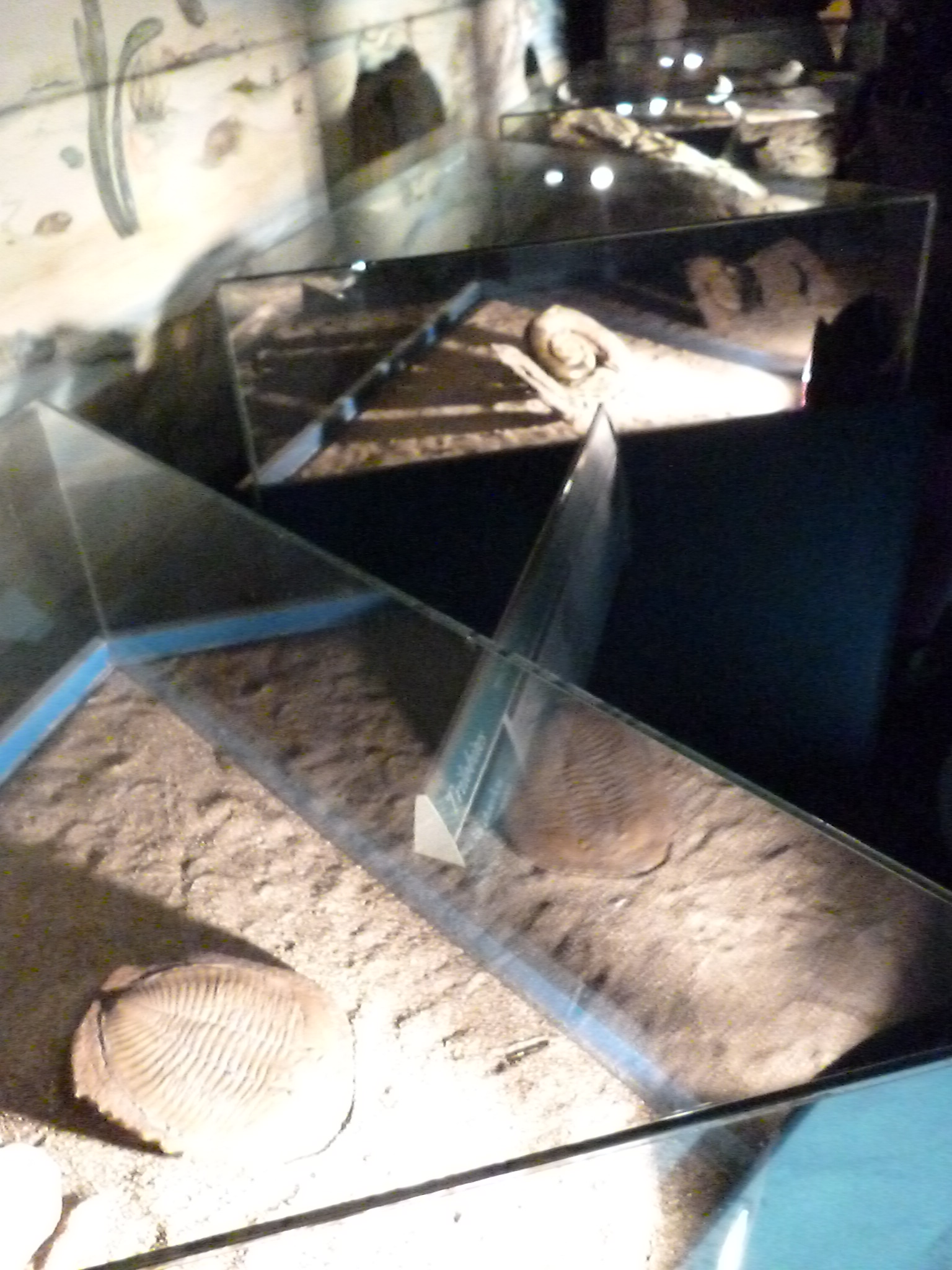
Última sala
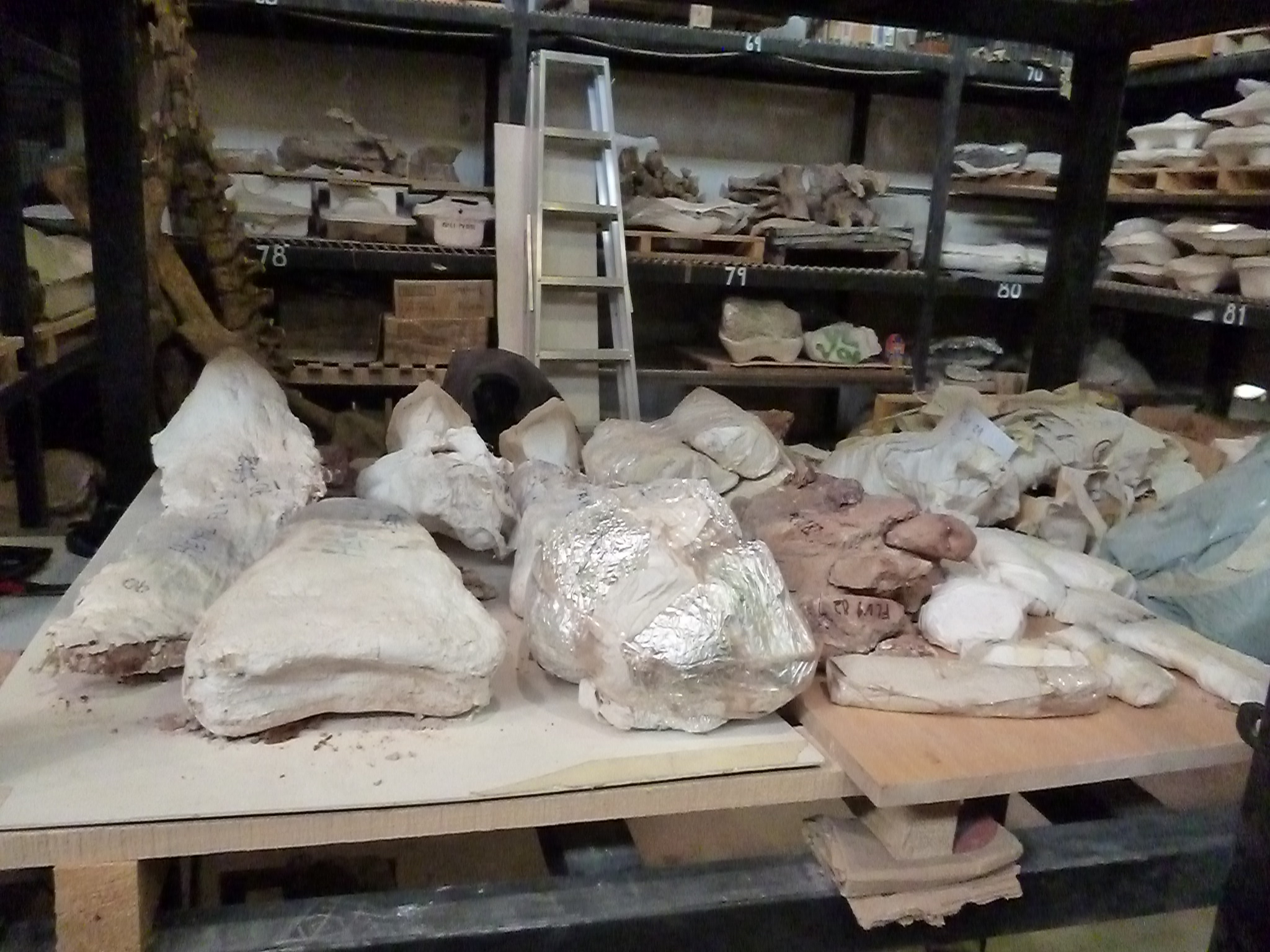
Área de investigación